# 공간채움 모형

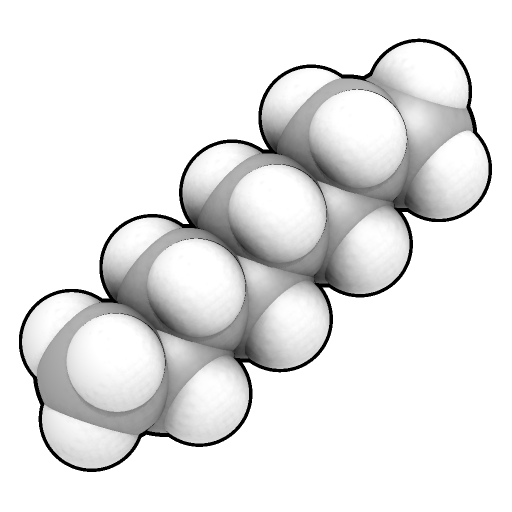
n-옥테인의 공간채움 모형

공간채움 모형(영어: space-filling model)은 화학에서 반지름이 원자의 반지름에 비례하고 중심 간 거리가 모두 동일 스케일인 원자핵 사이의 거리에 비례하는 구조 원자가 표현되는 3차원 분자 모형의 일종이다. 화학 원소의 원자가 다를 경우 일반적으로 다른 색상의 구로 표시된다.

## 같이 보기
- 공-막대 모형